# II liga argentyńska w piłce nożnej (2003/2004)
Primera B Nacional 2003/2004
Mistrzem drugiej ligi argentyńskiej został klub Instituto Córdoba, natomiast wicemistrzem - klub Almagro Buenos Aires.
Drugą ligę argentyńską po sezonie 2003/04 opuściły następujące kluby
| Klub                                      | Przyczyna                                                     |
| ----------------------------------------- | ------------------------------------------------------------- |
| Instituto Córdoba                         | Awans do I ligi (mistrz II ligi)                              |
| Almagro Buenos Aires                      | Awans do I ligi (wicemistrz II ligi)                          |
| Huracán Tres Arroyos                      | Awans do I ligi (wygrany baraż)                               |
| Argentinos Juniors Buenos Aires           | Awans do I ligi (wygrany baraż)                               |
| Los Andes Buenos Aires                    | Spadek do III ligi (ostatni w tabeli spadkowej Metropolitana) |
| Gimnasia y Esgrima Concepcion del Uruguay | Spadek do III ligi (ostatni w tabeli spadkowej Interior)      |

Do drugiej ligi argentyńskiej po sezonie 2003/04 przybyły następujące kluby
| Klub                       | Przyczyna                                                 |
| -------------------------- | --------------------------------------------------------- |
| Chacarita Juniors          | Spadek z I ligi (przedostatni w tabeli spadkowej 2003/04) |
| Nueva Chicago Buenos Aires | Spadek z I ligi (ostatni w tabeli spadkowej 2003/04)      |
| Atlético Rafaela           | Spadek z I ligi (przegrany baraż)                         |
| Talleres Córdoba           | Spadek z I ligi (przegrany baraż)                         |
| Sarmiento Junín            | Awans z III ligi (mistrz Primera C Metropolitana)         |
| Racing Córdoba             | Awans z III ligi (mistrz Torneo Argentino A)              |

## Torneo Apertura 2003/04

### Apertura 1
| Data                | Mecz                                                                                               |
| ------------------- | -------------------------------------------------------------------------------------------------- |
| 9 sierpnia 2003     | Ferro Carril Oeste - Godoy Cruz Antonio Tomba 0:1 Cabrera                                          |
| 9 sierpnia 2003     | Belgrano Córdoba - Gimnasia y Esgrima Jujuy 1:0 Torres                                             |
| 9 sierpnia 2003     | Tiro Federal Rosario - Almagro Buenos Aires 0:0                                                    |
| 9 sierpnia 2003     | Defensores de Belgrano Buenos Aires - San Martín San Juan 1:0 Sand                                 |
| 10 sierpnia 2003    | Unión Santa Fe - Los Andes Buenos Aires 2:0 Brown, Zapata                                          |
| 10 sierpnia 2003    | Juventud Antoniana Salta - Instituto Córdoba 0:2 Silva, Montagna                                   |
| 11 sierpnia 2003    | Defensa y Justicia Buenos Aires - Gimnasia y Esgrima Concepcion del Uruguay 2:0 Sánchez, Maldonado |
| 1 października 2003 | Huracán Tres Arroyos - CA Huracán 2:0 Aguirre, García                                              |
| 1 października 2003 | San Martín Mendoza - Argentinos Juniors Buenos Aires 1:1 Abaurre - Pisculichi                      |
| 8 października 2003 | CAI Comodoro Rivadavia - Club El Porvenir 3:2 Bustos, López, Bevacqua - Del Río (2)                |

### Apertura 2
| Data                 | Mecz                                                                                   |
| -------------------- | -------------------------------------------------------------------------------------- |
| 14 sierpnia 2003     | Gimnasia y Esgrima Jujuy - Los Andes Buenos Aires 1:1 Gil - González                   |
| 16 sierpnia 2003     | C. de Act. Infantiles - Unión Santa Fe 4:2 Bevacqua, Cabrera, Cáceres - González (2)   |
| 16 sierpnia 2003     | Almagro Buenos Aires - Huracán Tres Arroyos 0:1 Guevara                                |
| 16 sierpnia 2003     | Instituto Córdoba - Ferro Carril Oeste 1:1 Riggio - Salmerón                           |
| 16 sierpnia 2003     | Godoy Cruz Antonio Tomba - Defensores de Belgrano Buenos Aires 0:0                     |
| 16 sierpnia 2003     | CA Huracán - San Martín Mendoza 1:1 Jesús k - Abaurre                                  |
| 17 sierpnia 2003     | San Martín San Juan - Defensa y Justicia Buenos Aires 0:0                              |
| 17 sierpnia 2003     | Gimnasia y Esgrima Concepcion del Uruguay - Tiro Federal Rosario 0:0                   |
| 18 sierpnia 2003     | Argentinos Juniors Buenos Aires - Belgrano Córdoba 2:2 Quinteros (2, 1k) - Bezombe (2) |
| 21 października 2003 | Club El Porvenir - Juventud Antoniana Salta 2:0 Mellado, Del Río                       |

### Apertura 3
| Data             | Mecz                                                                                  |
| ---------------- | ------------------------------------------------------------------------------------- |
| 21 sierpnia 2003 | Defensores de Belgrano Buenos Aires - Instituto Córdoba 1:1 Pereyra k - Godoy         |
| 21 sierpnia 2003 | Juventud Antoniana Salta - C. de Act. Infantiles 2:0 Medina, Iuvalé                   |
| 22 sierpnia 2003 | Ferro Carril Oeste - Club El Porvenir 1:1 Grecco - García                             |
| 23 sierpnia 2003 | Defensa y Justicia Buenos Aires - Godoy Cruz Antonio Tomba 0:2 Gigli, Torres          |
| 23 sierpnia 2003 | Tiro Federal Rosario - San Martín San Juan 1:1 Guerra k - Schiaparelli                |
| 23 sierpnia 2003 | Unión Santa Fe - Gimnasia y Esgrima Jujuy 0:1 Campodónico                             |
| 24 sierpnia 2003 | San Martín Mendoza - Almagro Buenos Aires 1:0 Sartori s                               |
| 24 sierpnia 2003 | Huracán Tres Arroyos - Gimnasia y Esgrima Concepcion del Uruguay 1:1 Palacio - Grelak |
| 24 sierpnia 2003 | Belgrano Córdoba - Huracán 3:0 Zárate (2), Torres                                     |
| 25 sierpnia 2003 | Los Andes Buenos Aires - Argentinos Juniors Buenos Aires 0:0                          |

### Apertura 4
| Data             | Mecz                                                                               |
| ---------------- | ---------------------------------------------------------------------------------- |
| 28 sierpnia 2003 | Juventud Antoniana Salta - Unión Santa Fe 1:1 Contreras - Brown                    |
| 30 sierpnia 2003 | C. de Act. Infantiles - Ferro Carril Oeste 3:0 Asencio, Bevacqua, Ávila            |
| 30 sierpnia 2003 | Club El Porvenir - Defensores de Belgrano Buenos Aires 1:0 Salomone                |
| 30 sierpnia 2003 | Argentinos Juniors Buenos Aires - Gimnasia y Esgrima Jujuy 0:0                     |
| 30 sierpnia 2003 | CA Huracán - Los Andes Buenos Aires 0:0                                            |
| 30 sierpnia 2003 | Godoy Cruz Antonio Tomba - Tiro Federal Rosario 1:2 Gigli - Dueńa, Guerra          |
| 30 sierpnia 2003 | Instituto Córdoba - Defensa y Justicia Buenos Aires 1:0 Bustamante                 |
| 31 sierpnia 2003 | San Martín San Juan - Huracán Tres Arroyos 1:3 Pérez - García, Malagueńo, González |
| 31 sierpnia 2003 | Gimnasia y Esgrima Concepcion del Uruguay - San Martín Mendoza 0:0                 |
| 1 września 2003  | Almagro Buenos Aires - Belgrano Córdoba 0:1 Torres                                 |

### Apertura 5
| Data            | Mecz                                                                                        |
| --------------- | ------------------------------------------------------------------------------------------- |
| 4 września 2003 | Unión Santa Fe - Argentinos Juniors Buenos Aires 2:2 Bueno, Pereyra - Quinteros, Pisculichi |
| 6 września 2003 | Tiro Federal Rosario - Instituto Córdoba 2:3 Chávez, Guerra - Raymonda (2), Silva           |
| 7 września 2003 | Gimnasia y Esgrima Jujuy - CA Huracán 2:1 Campodónico (2, 1k) - Mantilla                    |
| 7 września 2003 | Defensores de Belgrano Buenos Aires - C. de Act. Infantiles 0:1 Asencio                     |
| 7 września 2003 | Ferro Carril Oeste - Juventud Antoniana Salta 0:0                                           |
| 7 września 2003 | Defensa y Justicia Buenos Aires - Club El Porvenir 3:0 Benítez, Checchia s, Maldonado       |
| 7 września 2003 | Los Andes Buenos Aires - Almagro Buenos Aires 3:0 Gianfelice (3, 1k)                        |
| 7 września 2003 | San Martín Mendoza - San Martín San Juan 4:1 Iglesias (3), Alaniz - Ochoaizpur              |
| 7 września 2003 | Huracán Tres Arroyos - Godoy Cruz Antonio Tomba 2:0 Izquierdo, González                     |
| 8 września 2003 | Belgrano Córdoba - Gimnasia y Esgrima Concepcion del Uruguay 1:0 Llinás s                   |

### Apertura 6
| Data             | Mecz |
| ---------------- | --- |
| 26 września 2003 | Instituto Córdoba - Huracán Tres Arroyos 3:3 Rodríguez, Moreyra, Raymonda - García (2), Guevara               |
| 27 września 2003 | Almagro Buenos Aires - Gimnasia y Esgrima Jujuy 1:1 Demus - Demaría                                           |
| 27 września 2003 | Ferro Carril Oeste - Unión Santa Fe 1:0 Salmerón k                                                            |
| 27 września 2003 | CAI Comodoro Rivadavia - Defensa y Justicia Buenos Aires 3:2 Bevacqua, López, Flores Coronel - Sánchez, Sever |
| 27 września 2003 | CA Huracán - Argentinos Juniors Buenos Aires 0:2 Calabrese, Machín                                            |
| 28 września 2003 | Godoy Cruz Antonio Tomba - San Martín Mendoza 1:1 Martínez - Iglesias                                         |
| 28 września 2003 | Gimnasia y Esgrima Concepcion del Uruguay - Los Andes Buenos Aires 1:1 Graieb - Godoy                         |
| 28 września 2003 | San Martín San Juan - Belgrano Córdoba 0:0                                                                    |
| 29 września 2003 | Club El Porvenir - Tiro Federal Rosario 1:1 Mellado - Castella                                                |
| 29 września 2003 | Juventud Antoniana Salta - Defensores de Belgrano Buenos Aires 2:2 Medina, Cerutti - Pereyra k, Mosquera      |

### Apertura 7
| Data                | Mecz |
| ------------------- | --- |
| 2 października 2003 | Belgrano Córdoba - Godoy Cruz Antonio Tomba 1:2 Artime k - Torres (2)                                                           |
| 3 października 2003 | Defensores de Belgrano Buenos Aires - Ferro Carril Oeste 0:0                                                                    |
| 4 października 2003 | Tiro Federal Rosario - CAI Comodoro Rivadavia 2:2 Paz, Marinelli - López, Bustos                                                |
| 4 października 2003 | Los Andes Buenos Aires - San Martín San Juan 0:0                                                                                |
| 4 października 2003 | Defensa y Justicia Buenos Aires - Juventud Antoniana Salta 2:0 Villalba, Sánchez                                                |
| 4 października 2003 | Huracán Tres Arroyos - Club El Porvenir 3:0 González (2), Palacio                                                               |
| 5 października 2003 | Unión Santa Fe - CA Huracán 3:1 Alves (2), Weisheim - Guerra                                                                    |
| 5 października 2003 | Gimnasia y Esgrima Jujuy - Gimnasia y Esgrima Concepcion del Uruguay 4:3 Frangipane, Berza, Castilla, Gómez - Grelak (2), Soler |
| 5 października 2003 | San Martín Mendoza - Instituto Córdoba 0:1 Sanchiricco                                                                          |
| 6 października 2003 | Argentinos Juniors Buenos Aires - Almagro Buenos Aires 2:0 Quinteros, Aguírrez                                                  |

### Apertura 8
| Data                 | Mecz                                                                                      |
| -------------------- | ----------------------------------------------------------------------------------------- |
| 9 października 2003  | Godoy Cruz Antonio Tomba - Los Andes Buenos Aires 0:0                                     |
| 11 października 2003 | Club El Porvenir - San Martín Mendoza 1:0 Checchia                                        |
| 11 października 2003 | Defensores de Belgrano Buenos Aires - Unión Santa Fe 2:0 Sand (2)                         |
| 11 października 2003 | Almagro Buenos Aires - CA Huracán 1:1 Castano - Yaqué                                     |
| 12 października 2003 | Instituto Córdoba - Belgrano Córdoba 3:1 Peralta, Silva, Boyero - Zárate                  |
| 12 października 2003 | Gimnasia y Esgrima Concepcion del Uruguay - Argentinos Juniors Buenos Aires 0:0           |
| 12 października 2003 | CAI Comodoro Rivadavia - Huracán Tres Arroyos 4:1 Cáceres, López, Cabrera, Ávila - García |
| 12 października 2003 | San Martín San Juan - Gimnasia y Esgrima Jujuy 1:0 Ochoaizpur                             |
| 12 października 2003 | Juventud Antoniana Salta - Tiro Federal Rosario 2:2 Medina, Cerutti - Vacaría, Marinelli  |
| 6 października 2003  | Ferro Carril Oeste - Defensa y Justicia Buenos Aires 2:0 Martínez, Salmerón               |

### Apertura 9
| Data                 | Mecz                                                                                                   |
| -------------------- | --- |
| 16 października 2003 | Belgrano Córdoba - Club El Porvenir 2:2 Cobelli, Brusco k - Fernández, Tosi                            |
| 18 października 2003 | Huracán Tres Arroyos - Juventud Antoniana Salta 1:2 Galván - Cerutti, Gómez                            |
| 18 października 2003 | Argentinos Juniors Buenos Aires - San Martín San Juan 5:0 Gianni, Arce, Bonvín, Núńez, Calabrese       |
| 18 października 2003 | CA Huracán - Gimnasia y Esgrima Concepcion del Uruguay 1:1 Yaqué - Graieb                              |
| 18 października 2003 | Tiro Federal Rosario - Ferro Carril Oeste 1:1 Vaccaría - González                                      |
| 18 października 2003 | Los Andes Buenos Aires - Instituto Córdoba 3:3 Godoy, Gianfelice, Carca - Bustamante, Raymonda (2)     |
| 18 października 2003 | Unión Santa Fe - Almagro Buenos Aires 3:1 Desvaux, Cuder, Alves - Castano                              |
| 19 października 2003 | San Martín Mendoza - CAI Comodoro Rivadavia 2:2 Delfino, Iglesias - Bevacqua (2)                       |
| 19 października 2003 | Gimnasia y Esgrima Jujuy - Godoy Cruz Antonio Tomba 4:1 Campodónico, Castilla (2), Frangipane - Torres |
| 20 października 2003 | Defensa y Justicia Buenos Aires - Defensores de Belgrano Buenos Aires 2:1 Maldonado (2) - Sand         |

### Apertura 10
| Data                 | Mecz |
| -------------------- | --- |
| 23 października 2003 | San Martín San Juan - CA Huracán 2:3 Ábalos, Villar - Hernández (2), Mina                                           |
| 24 października 2003 | Instituto Córdoba - Gimnasia y Esgrima Jujuy 3:4 Silva (2, 1k), Montagna - Frangipane (2), Demaría, Campodónico     |
| 25 października 2003 | Godoy Cruz Antonio Tomba - Argentinos Juniors Buenos Aires 1:1 Gigli - Bonvín                                       |
| 25 października 2003 | CAI Comodoro Rivadavia - Belgrano Córdoba 1:1 Bevacqua - Desagastizábal                                             |
| 25 października 2003 | Defensa y Justicia Buenos Aires - Unión Santa Fe 2:0 Czornomaz, Villalba                                            |
| 25 października 2003 | Defensores de Belgrano Buenos Aires - Tiro Federal Rosario 6:2 Sánchez (3), Sand (2), Bocchio - Sánchez s, Chitzoff |
| 25 października 2003 | Ferro Carril Oeste - Huracán Tres Arroyos 2:0 Salmerón, Sekagya                                                     |
| 25 października 2003 | Gimnasia y Esgrima Concepcion del Uruguay - Almagro Buenos Aires 1:0 Graieb                                         |
| 26 października 2003 | Juventud Antoniana Salta - San Martín Mendoza 0:1 Bustos                                                            |
| 27 października 2003 | Club El Porvenir - Los Andes Buenos Aires 1:0 Zunino s                                                              |

### Apertura 11
| Data                 | Mecz                                                                                   |
| -------------------- | -------------------------------------------------------------------------------------- |
| 30 października 2003 | CA Huracán - Godoy Cruz Antonio Tomba 2:0 Yaqué, Duarte s                              |
| 31 października 2003 | Argentinos Juniors Buenos Aires - Instituto Córdoba 1:2 Machín - Montagna, Riggio      |
| 31 października 2003 | Belgrano Córdoba - Juventud Antoniana Salta 4:0 Cobelli (2), Bustos, Albornoz          |
| 1 listopada 2003     | Tiro Federal Rosario - Defensa y Justicia Buenos Aires 2:1 García, Marinelli k - Nardi |
| 1 listopada 2003     | Almagro Buenos Aires - San Martín San Juan 3:0 Díaz s, Demus, Tonelotto                |
| 1 listopada 2003     | Unión Santa Fe - Gimnasia y Esgrima Concepcion del Uruguay 1:1 Pereyra, Yacuzzi        |
| 2 listopada 2003     | Gimnasia y Esgrima Jujuy - Club El Porvenir 0:0                                        |
| 2 listopada 2003     | San Martín Mendoza - Ferro Carril Oeste 2:1 Abaurre k, Alaniz - Décima k               |
| 2 listopada 2003     | Huracán Tres Arroyos - Defensores de Belgrano Buenos Aires 2:0 Izquierdo, Ledesma      |
| 3 listopada 2003     | Los Andes Buenos Aires - CAI Comodoro Rivadavia 2:1 Gianfelice k, Godoy - López        |

### Apertura 12
| Data             | Mecz |
| ---------------- | --- |
| 6 listopada 2003 | Tiro Federal Rosario - Unión Santa Fe 1:1 Vacaría - Weisheim                                                 |
| 7 listopada 2003 | Godoy Cruz Antonio Tomba - Almagro Buenos Aires 1:1 Miranda - Demus                                          |
| 7 listopada 2003 | Instituto Córdoba - CA Huracán 0:0                                                                           |
| 7 listopada 2003 | Juventud Antoniana Salta - Los Andes Buenos Aires 1:0 Agotegaray                                             |
| 7 listopada 2003 | San Martín San Juan - Gimnasia y Esgrima Concepcion del Uruguay 0:0                                          |
| 8 listopada 2003 | CAI Comodoro Rivadavia - Gimnasia y Esgrima Jujuy 4:1 Bevacqua (2), López, Bustos - Frangipane k             |
| 8 listopada 2003 | Defensa y Justicia Buenos Aires - Huracán Tres Arroyos 2:1 Sánchez, Villalba - Miralles                      |
| 8 listopada 2003 | Defensores de Belgrano Buenos Aires - San Martín Mendoza 3:3 Sand, Pereyra (2, 1k) - Acosta s, Morán, Alaniz |
| 8 listopada 2003 | Club El Porvenir - Argentinos Juniors Buenos Aires 1:1 Gottardi - Arce                                       |
| 9 listopada 2003 | Ferro Carril Oeste - Belgrano Córdoba 2:1 Grecco, Ramírez - Torres                                           |

### Apertura 13
| Data              | Mecz |
| ----------------- | --- |
| 11 listopada 2003 | Almagro Buenos Aires - Instituto Córdoba 2:1 Demus, Carrera - Raymonda                                              |
| 11 listopada 2003 | Argentinos Juniors Buenos Aires - CAI Comodoro Rivadavia 5:1 Quinteros k, Pisculichi (2), Bonvín, Guaymas s - López |
| 11 listopada 2003 | Unión Santa Fe - San Martín San Juan 1:3 Alves - Ábalos, Molina, Brignani k                                         |
| 11 listopada 2003 | Gimnasia y Esgrima Concepcion del Uruguay - Godoy Cruz Antonio Tomba 1:1 Boujón - López                             |
| 11 listopada 2003 | Huracán Tres Arroyos - Tiro Federal Rosario 3:3 García (2), Galván k - Morales (2), Vacaría                         |
| 11 listopada 2003 | San Martín Mendoza - Defensa y Justicia Buenos Aires 0:0                                                            |
| 12 listopada 2003 | Gimnasia y Esgrima Jujuy - Juventud Antoniana Salta 0:3 Cerutti (2), Agotegaray                                     |
| 12 listopada 2003 | Los Andes Buenos Aires - Ferro Carril Oeste 0:1 Fioretto                                                            |
| 12 listopada 2003 | CA Huracán - Club El Porvenir 1:0 Díaz s                                                                            |
| 12 listopada 2003 | Belgrano Córdoba - Defensores de Belgrano Buenos Aires 2:1 Castro, Cobelli - Sand                                   |

### Apertura 14
| Data              | Mecz |
| ----------------- | --- |
| 16 listopada 2003 | CAI Comodoro Rivadavia - CA Huracán 0:0                                                                 |
| 16 listopada 2003 | Defensa y Justicia Buenos Aires - Belgrano Córdoba 2:1 Carraro, Sánchez k - Cobelli                     |
| 16 listopada 2003 | Defensores de Belgrano Buenos Aires - Los Andes Buenos Aires 2:0 Sand, Fontana                          |
| 16 listopada 2003 | Club El Porvenir - Almagro Buenos Aires 1:4 Fernández k - Checchia s, Castano (2), Fontana              |
| 16 listopada 2003 | Tiro Federal Rosario - San Martín Mendoza 0:1 Morán                                                     |
| 16 listopada 2003 | Instituto Córdoba - Gimnasia y Esgrima Concepcion del Uruguay 2:0 Silva, Riggio                         |
| 16 listopada 2003 | Godoy Cruz Antonio Tomba - San Martín San Juan 1:0 Torres                                               |
| 16 listopada 2003 | Ferro Carril Oeste - Gimnasia y Esgrima Jujuy 0:2 Campodónico, Roth                                     |
| 16 listopada 2003 | Huracán Tres Arroyos - Unión Santa Fe 0:0                                                               |
| 17 listopada 2003 | Juventud Antoniana Salta - Argentinos Juniors Buenos Aires 5:1 Gómez (2), Cerutti (2), Velarde - Bonvin |

### Apertura 15
| Data              | Mecz                                                                              |
| ----------------- | --------------------------------------------------------------------------------- |
| 20 listopada 2003 | Gimnasia y Esgrima Concepcion del Uruguay - Club El Porvenir 2:0 Grelak, Saboredo |
| 22 listopada 2003 | CA Huracán - Juventud Antoniana Salta 2:1 Yaqué, Mantilla - Paz s                 |
| 22 listopada 2003 | Unión Santa Fe - Godoy Cruz Antonio Tomba 0:0                                     |
| 22 listopada 2003 | Almagro Buenos Aires - CAI Comodoro Rivadavia 0:0                                 |
| 22 listopada 2003 | San Martín Mendoza - Huracán Tres Arroyos 1:0 Caiafa                              |
| 23 listopada 2003 | Los Andes Buenos Aires - Defensa y Justicia Buenos Aires 2:0 Gianfelice, Godoy    |
| 23 listopada 2003 | Gimnasia y Esgrima Jujuy - Defensores de Belgrano Buenos Aires 0:1 Sand           |
| 23 listopada 2003 | Belgrano Córdoba - Tiro Federal Rosario 0:1 Pierani                               |
| 23 listopada 2003 | San Martín San Juan - Instituto Córdoba 3:1 Ábalos (2), Brignani - Biasotto       |
| 24 listopada 2003 | Argentinos Juniors Buenos Aires - Ferro Carril Oeste 1:1 Calabrese - Salmerón     |

### Apertura 16
| Data              | Mecz |
| ----------------- | --- |
| 28 listopada 2003 | Instituto Córdoba - Godoy Cruz Antonio Tomba 2:0 Silva, Montagna                                                           |
| 28 listopada 2003 | Huracán Tres Arroyos - Belgrano Córdoba 2:0 García, Palacio                                                                |
| 28 listopada 2003 | San Martín Mendoza - Unión Santa Fe 1:1 Alaniz - Zapata                                                                    |
| 28 listopada 2003 | Juventud Antoniana Salta - Almagro Buenos Aires 4:3 Lovera k, J. Gómez, Agotegaray, Silva - Bilbao, Tonelotto k, Baigorria |
| 29 listopada 2003 | Defensores de Belgrano Buenos Aires - Argentinos Juniors Buenos Aires 1:1 Sand - Bonvin                                    |
| 29 listopada 2003 | CAI Comodoro Rivadavia - Gimnasia y Esgrima Concepcion del Uruguay 1:1 Bevacqua - Grelak                                   |
| 29 listopada 2003 | Club El Porvenir - San Martín San Juan 1:1 Sardi - Ábalos k                                                                |
| 29 listopada 2003 | Defensa y Justicia Buenos Aires - Gimnasia y Esgrima Jujuy 1:1 Palavecino - Frangipane                                     |
| 29 listopada 2003 | Ferro Carril Oeste - CA Huracán 0:1 Hernández                                                                              |
| 29 listopada 2003 | Tiro Federal Rosario - Los Andes Buenos Aires 2:2 Chitzoff, Pierani - Gianfelice, Maisterra                                |

### Apertura 17
| Data           | Mecz                                                                                                  |
| -------------- | --- |
| 2 grudnia 2003 | Almagro Buenos Aires - Ferro Carril Oeste 2:1 Tonelotto (2) - Fioretto                                |
| 2 grudnia 2003 | Los Andes Buenos Aires - Huracán Tres Arroyos 1:1 Godoy - Palacio                                     |
| 2 grudnia 2003 | CA Huracán - Defensores de Belgrano Buenos Aires 2:2 Hernández, Yaqué - Martín, Rivadeneira           |
| 2 grudnia 2003 | San Martín San Juan - CAI Comodoro Rivadavia 2:0 Pérez, Ábalos k                                      |
| 2 grudnia 2003 | Argentinos Juniors Buenos Aires - Defensa y Justicia Buenos Aires 1:2 Calabrese k - Ciavarelli, Nardi |
| 2 grudnia 2003 | Unión Santa Fe - Instituto Córdoba 1:1 Díaz - Riggio k                                                |
| 2 grudnia 2003 | Gimnasia y Esgrima Concepcion del Uruguay - Juventud Antoniana Salta 2:0 Boujón, Fiorotto             |
| 2 grudnia 2003 | Godoy Cruz Antonio Tomba - Club El Porvenir 0:2 Díaz, Tosi                                            |
| 3 grudnia 2003 | Belgrano Córdoba - San Martín Mendoza 2:0 Ríos, Cobelli                                               |

### Apertura 18
| Data           | Mecz |
| -------------- | --- |
| 6 grudnia 2003 | CAI Comodoro Rivadavia - Godoy Cruz Antonio Tomba 2:3 Bevacqua (2, 1k) - Torres, Martínez (2)              |
| 6 grudnia 2003 | Club El Porvenir - Instituto Córdoba 0:2 Silva (2)                                                         |
| 6 grudnia 2003 | Belgrano Córdoba - Unión Santa Fe 0:0                                                                      |
| 6 grudnia 2003 | Defensa y Justicia Buenos Aires - CA Huracán 0:2 Yaqué, Vespa                                              |
| 6 grudnia 2003 | Huracán Tres Arroyos - Gimnasia y Esgrima Jujuy 1:1 García - Frangipane                                    |
| 6 grudnia 2003 | San Martín Mendoza - Los Andes Buenos Aires 0:1 Puertas                                                    |
| 6 grudnia 2003 | Ferro Carril Oeste - Gimnasia y Esgrima Concepcion del Uruguay 8:0 Lagorio (4), Grecco, Ramírez k, Sekagya |
| 6 grudnia 2003 | Tiro Federal Rosario - Argentinos Juniors Buenos Aires 2:0 Pierani, González                               |
| 7 grudnia 2003 | Juventud Antoniana Salta - San Martín San Juan 2:1 Agotegaray, J. Gómez - Pedrol                           |
| 8 grudnia 2003 | Defensores de Belgrano Buenos Aires - Almagro Buenos Aires 1:1 Sand k - Castano                            |

### Apertura 19
| Data            | Mecz |
| --------------- | --- |
| 11 grudnia 2003 | CA Huracán - Tiro Federal Rosario 1:1 Yaqué - González                                                            |
| 13 grudnia 2003 | Los Andes Buenos Aires - Belgrano Córdoba 0:1 Cobelli                                                             |
| 13 grudnia 2003 | Almagro Buenos Aires - Defensa y Justicia Buenos Aires 3:1 Tonelotto (2), Demus - Carraro                         |
| 13 grudnia 2003 | Unión Santa Fe - Club El Porvenir 2:1 González, Alves - Gottardi                                                  |
| 13 grudnia 2003 | Godoy Cruz Antonio Tomba - Juventud Antoniana Salta 2:0 López, Torres                                             |
| 13 grudnia 2003 | Instituto Córdoba - CAI Comodoro Rivadavia 2:0 Raymonda k, Riggio k                                               |
| 13 grudnia 2003 | Gimnasia y Esgrima Concepcion del Uruguay - Defensores de Belgrano Buenos Aires 0:4 Oyola, Sand, Martín, Vilarińo |
| 13 grudnia 2003 | Gimnasia y Esgrima Jujuy - San Martín Mendoza 0:1 Félix Morán                                                     |
| 14 grudnia 2003 | San Martín San Juan - Ferro Carril Oeste 2:1 Pérez, González s - Barrionuevo                                      |
| 15 grudnia 2003 | Argentinos Juniors Buenos Aires - Huracán Tres Arroyos 2:2 Bonvín (2) - Palacio, García                           |

### Tabela końcowa turnieju Apertura 2003/04
| Poz | Klub                                      | Mecze | Zw | Rem | Por | Pkt | BrZd | BrStr |
| --- | ----------------------------------------- | ----- | -- | --- | --- | --- | ---- | ----- |
| 1   | Instituto Córdoba                         | 19    | 10 | 6   | 3   | 36  | 34   | 22    |
| 2   | Belgrano Córdoba                          | 19    | 8  | 5   | 6   | 29  | 24   | 19    |
| 3   | San Martín Mendoza                        | 19    | 7  | 8   | 4   | 29  | 20   | 16    |
| 4   | Huracán Tres Arroyos                      | 19    | 7  | 7   | 5   | 28  | 29   | 24    |
| 5   | CAI Comodoro Rivadavia                    | 19    | 7  | 6   | 6   | 27  | 32   | 30    |
| 6   | Gimnasia y Esgrima Jujuy                  | 19    | 7  | 6   | 6   | 27  | 24   | 24    |
| 7   | Defensa y Justicia Buenos Aires           | 19    | 8  | 3   | 8   | 27  | 22   | 22    |
| 8   | Defensores de Belgrano Buenos Aires       | 19    | 6  | 8   | 5   | 26  | 27   | 19    |
| 9   | CA Huracán                                | 19    | 6  | 8   | 5   | 26  | 18   | 20    |
| 10  | Juventud Antoniana Salta                  | 19    | 7  | 4   | 8   | 25  | 25   | 27    |
| 11  | Godoy Cruz Antonio Tomba                  | 19    | 6  | 7   | 6   | 25  | 17   | 21    |
| 12  | Ferro Carril Oeste                        | 19    | 6  | 6   | 7   | 24  | 23   | 18    |
| 13  | Argentinos Juniors Buenos Aires           | 19    | 4  | 11  | 4   | 23  | 28   | 23    |
| 14  | Tiro Federal Rosario                      | 19    | 4  | 11  | 4   | 23  | 26   | 28    |
| 15  | Los Andes Buenos Aires                    | 19    | 4  | 9   | 6   | 21  | 16   | 17    |
| 16  | Almagro Buenos Aires                      | 19    | 5  | 6   | 8   | 21  | 22   | 24    |
| 17  | Unión Santa Fe                            | 19    | 4  | 9   | 6   | 21  | 19   | 22    |
| 18  | Club El Porvenir                          | 19    | 5  | 6   | 8   | 21  | 19   | 26    |
| 19  | Gimnasia y Esgrima Concepcion del Uruguay | 19    | 3  | 10  | 6   | 19  | 14   | 27    |
| 20  | San Martín San Juan                       | 19    | 4  | 6   | 9   | 18  | 18   | 27    |

### Klasyfikacja strzelców bramek
| Gole | Piłkarz                    | Klub                                |
| ---- | -------------------------- | ----------------------------------- |
| 13   | Julio Maximiliano Bevacqua | CAI Comodoro Rivadavia              |
| 12   | José Gustavo Sand          | Defensores de Belgrano Buenos Aires |
| 10   | Claudio Marcelo García     | Huracán Tres Arroyos                |
| 9    | Héctor Ariel Silva         | Instituto Córdoba                   |
| 8    | Paolo Frangipane           | Gimnasia y Esgrima Jujuy            |

## Torneo Clausura 2003/04

### Clausura 1
| Data             | Mecz |
| ---------------- | --- |
| 29 stycznia 2004 | Instituto Córdoba - Juventud Antoniana Salta 0:1 Cerutti                                                       |
| 30 stycznia 2004 | Gimnasia y Esgrima Jujuy - Belgrano Córdoba 1:2 Balvorín - Meta, Torres k                                      |
| 31 stycznia 2004 | Los Andes Buenos Aires - Unión Santa Fe 1:0 Cabrera                                                            |
| 31 stycznia 2004 | Club El Porvenir - CAI Comodoro Rivadavia 1:0 Bustos                                                           |
| 31 stycznia 2004 | Godoy Cruz Antonio Tomba - Ferro Carril Oeste 3:1 Martínez (2), Pozo k - Fioretto                              |
| 31 stycznia 2004 | Argentinos Juniors Buenos Aires - San Martín Mendoza 2:1 Bonvín, Quinteros - Biaggio                           |
| 1 lutego 2004    | Almagro Buenos Aires - Tiro Federal Rosario 3:0 Gallardo, Filosa, Tonelotto                                    |
| 1 lutego 2004    | San Martín San Juan - Defensores de Belgrano Buenos Aires 1:1 Pérez - Martín                                   |
| 1 lutego 2004    | Gimnasia y Esgrima Concepcion del Uruguay - Defensa y Justicia Buenos Aires 2:1 González k, Marczuk - Villalba |
| 2 lutego 2004    | CA Huracán - Huracán Tres Arroyos 3:1 Alonso, Hernández, Fernández - Gómez                                     |

### Clausura 2
| Data          | Mecz                                                                                                 |
| ------------- | --- |
| 5 lutego 2004 | Ferro Carril Oeste - Instituto Córdoba 1:0 Lagorio                                                   |
| 7 lutego 2004 | Tiro Federal Rosario - Gimnasia y Esgrima Concepcion del Uruguay 3:1 Pierani (2), Vacaría - Saboredo |
| 7 lutego 2004 | Defensores de Belgrano Buenos Aires - Godoy Cruz Antonio Tomba 2:0 Aquino, Gómez Barroche            |
| 7 lutego 2004 | Defensa y Justicia Buenos Aires - San Martín San Juan 2:0 Saccone (2)                                |
| 7 lutego 2004 | Los Andes Buenos Aires - Gimnasia y Esgrima Jujuy 1:1 Cabrera - Castilla                             |
| 7 lutego 2004 | Unión Santa Fe - CAI Comodoro Rivadavia 1:0 Antuńa                                                   |
| 7 lutego 2004 | Belgrano Córdoba - Argentinos Juniors Buenos Aires 0:0                                               |
| 8 lutego 2004 | Juventud Antoniana Salta - Club El Porvenir 1:0 Galleguillo                                          |
| 8 lutego 2004 | Huracán Tres Arroyos - Almagro Buenos Aires 2:2 González (2) - Tonelotto                             |
| 9 lutego 2004 | San Martín Mendoza - CA Huracán 1:1 Fernández - Juárez                                               |

### Clausura 3
| Data           | Mecz                                                                                           |
| -------------- | ---------------------------------------------------------------------------------------------- |
| 12 lutego 2004 | Godoy Cruz Antonio Tomba - Defensa y Justicia Buenos Aires 1:1 Martínez - Czornomaz            |
| 13 lutego 2004 | Instituto Córdoba - Defensores de Belgrano Buenos Aires 2:1 Boyero, Riggio - Martín            |
| 13 lutego 2004 | Gimnasia y Esgrima Jujuy - Unión Santa Fe 2:2 Balvorín, Castilla - Pereyra, Zapata             |
| 13 lutego 2004 | San Martín San Juan - Tiro Federal Rosario 1:0 Casado                                          |
| 14 lutego 2004 | CA Huracán - Belgrano Córdoba 0:0                                                              |
| 14 lutego 2004 | Argentinos Juniors Buenos Aires - Los Andes Buenos Aires 0:1 Goznález                          |
| 14 lutego 2004 | CAI Comodoro Rivadavia - Juventud Antoniana Salta 5:0 Villegas, Bevacqua (2), Cácerez, Cabrera |
| 14 lutego 2004 | Club El Porvenir - Ferro Carril Oeste 3:0 Zunino, Torres, Bustos                               |
| 15 lutego 2004 | Gimnasia y Esgrima Concepcion del Uruguay - Huracán Tres Arroyos 0:0                           |
| 16 lutego 2004 | Almagro Buenos Aires - San Martín Mendoza 3:0 Carrera, Filosa, Tonelotto                       |

### Clausura 4
| Data           | Mecz |
| -------------- | --- |
| 19 lutego 2004 | Gimnasia y Esgrima Jujuy - Argentinos Juniors Buenos Aires 1:2 Castilla - Quinteros k, Bonvin           |
| 21 lutego 2004 | Los Andes Buenos Aires - CA Huracán 3:3 Gianfelice, Bressán, Caballero - Fernández, Hernández, Manrique |
| 21 lutego 2004 | Tiro Federal Rosario - Godoy Cruz Antonio Tomba 0:0                                                     |
| 21 lutego 2004 | Defensores de Belgrano Buenos Aires - Club El Porvenir 0:1 Santo                                        |
| 21 lutego 2004 | Ferro Carril Oeste - CAI Comodoro Rivadavia 1:0 Lagorio                                                 |
| 21 lutego 2004 | Unión Santa Fe - Juventud Antoniana Salta 1:0 Weisheim                                                  |
| 22 lutego 2004 | Belgrano Córdoba - Almagro Buenos Aires 4:0 Cobelli (2), Torres, Ríos                                   |
| 22 lutego 2004 | San Martín Mendoza - Gimnasia y Esgrima Concepcion del Uruguay 2:0 Iglesias, Alaniz                     |
| 22 lutego 2004 | Huracán Tres Arroyos - San Martín San Juan 1:1 Izquierdo - Brignani                                     |
| 23 lutego 2004 | Defensa y Justicia Buenos Aires - Instituto Córdoba 0:2 Boyero, Leva                                    |

### Clausura 5
| Data           | Mecz                                                                                           |
| -------------- | ---------------------------------------------------------------------------------------------- |
| 26 lutego 2004 | Juventud Antoniana Salta - Ferro Carril Oeste 0:2 Ramírez, Lagorio                             |
| 27 lutego 2004 | San Martín San Juan - San Martín Mendoza 1:0 Pérez                                             |
| 27 lutego 2004 | Godoy Cruz Antonio Tomba - Huracán Tres Arroyos 1:4 Duarte - González (4)                      |
| 28 lutego 2004 | Club El Porvenir - Defensa y Justicia Buenos Aires 4:0 Gottardi, Tosi, Bustos, Martens         |
| 28 lutego 2004 | Almagro Buenos Aires - Los Andes Buenos Aires 2:0 Castano, Figueroa                            |
| 28 lutego 2004 | CA Huracán - Gimnasia y Esgrima Jujuy 3:0 Alonso, Hernández, Argüello k                        |
| 28 lutego 2004 | Argentinos Juniors Buenos Aires - Unión Santa Fe 3:1 Quinteros, Calabrese, Gianni - Valli      |
| 28 lutego 2004 | Instituto Córdoba - Tiro Federal Rosario 2:0 Peralta, Leva                                     |
| 1 marca 2004   | Gimnasia y Esgrima Concepcion del Uruguay - Belgrano Córdoba 1:2 Saboredo k - Cobelli, Cravero |
| 2 marca 2004   | CAI Comodoro Rivadavia - Defensores de Belgrano Buenos Aires 2:0 Cáceres, Rodríguez            |

### Clausura 6
| Data         | Mecz |
| ------------ | --- |
| 4 marca 2004 | Unión Santa Fe - Ferro Carril Oeste 1:0 Valli                                                               |
| 4 marca 2004 | Huracán Tres Arroyos - Instituto Córdoba 2:0 García (2)                                                     |
| 5 marca 2004 | Gimnasia y Esgrima Jujuy - Almagro Buenos Aires 0:0                                                         |
| 6 marca 2004 | Los Andes Buenos Aires - Gimnasia y Esgrima Concepcion del Uruguay 2:2 González, Paruolo - Jeandet, Marczuk |
| 6 marca 2004 | Defensa y Justicia Buenos Aires - CAI Comodoro Rivadavia 1:3 Zuleta - Severini, Villegas                    |
| 6 marca 2004 | Argentinos Juniors Buenos Aires - CA Huracán 4:0 Bonvin, Pisculichi (2), De Muner                           |
| 6 marca 2004 | Tiro Federal Rosario - Club El Porvenir 2:1 Gareca, Vacaría - Fernández                                     |
| 7 marca 2004 | Belgrano Córdoba - San Martín San Juan 2:2 Zárate, Ávalos - Brignani (2)                                    |
| 7 marca 2004 | San Martín Mendoza - Godoy Cruz Antonio Tomba 0:2 Gigli, Giarrizo                                           |
| 8 marca 2004 | Defensores de Belgrano Buenos Aires - Juventud Antoniana Salta 2:1 Martini, Contreras s - Gómez             |

### Clausura 7
| Data          | Mecz |
| ------------- | --- |
| 11 marca 2004 | Club El Porvenir - Huracán Tres Arroyos 1:1 Gottardi - García                                                         |
| 12 marca 2004 | San Martín San Juan - Los Andes Buenos Aires 2:0 Fullana (2)                                                          |
| 13 marca 2004 | CAI Comodoro Rivadavia - Tiro Federal Rosario 2:2 Bevacqua k, Asencio - Gareca (2)                                    |
| 13 marca 2004 | CA Huracán - Unión Santa Fe 1:3 Monsalvo - Weisheim, Pereyra (2)                                                      |
| 13 marca 2004 | Ferro Carril Oeste - Defensores de Belgrano Buenos Aires 2:1 Barrionuevo, Lagorio - Sánchez                           |
| 13 marca 2004 | Almagro Buenos Aires - Argentinos Juniors Buenos Aires 0:1 Pisculichi                                                 |
| 13 marca 2004 | Godoy Cruz Antonio Tomba - Belgrano Córdoba 1:1 Huertas - Cobelli                                                     |
| 14 marca 2004 | Juventud Antoniana Salta - Defensa y Justicia Buenos Aires 1:1 Rodríguez - Saccone                                    |
| 14 marca 2004 | Gimnasia y Esgrima Concepcion del Uruguay - Gimnasia y Esgrima Jujuy 4:0 L. González, R. González k, Jeandet. Fonseca |
| 15 marca 2004 | Instituto Córdoba - San Martín Mendoza 1:1 Boyero - Iglesias                                                          |

### Clausura 8
| Data          | Mecz                                                                                             |
| ------------- | ------------------------------------------------------------------------------------------------ |
| 18 marca 2004 | CA Huracán - Almagro Buenos Aires 1:1 Juárez - Castano                                           |
| 19 marca 2004 | Huracán Tres Arroyos - CAI Comodoro Rivadavia 1:0 I. Dragojevich                                 |
| 20 marca 2004 | Tiro Federal Rosario - Juventud Antoniana Salta 5:0 García, Vacaría, Gareca, González, Marinelli |
| 20 marca 2004 | Los Andes Buenos Aires - Godoy Cruz Antonio Tomba 3:3 Caballero (3) - Torres (2, 2k), Miranda    |
| 20 marca 2004 | Defensa y Justicia Buenos Aires - Ferro Carril Oeste 1:1 Zuleta - Barrionuevo                    |
| 20 marca 2004 | Argentinos Juniors Buenos Aires - Gimnasia y Esgrima Concepcion del Uruguay 2:0 Bonvin (2)       |
| 20 marca 2004 | Belgrano Córdoba - Instituto Córdoba 0:3 Peralta, Raymonda, Riggio k                             |
| 21 marca 2004 | Gimnasia y Esgrima Jujuy - San Martín San Juan 1:0 Frangipane                                    |
| 21 marca 2004 | San Martín Mendoza - Club El Porvenir 1:3 Abaurre k - Bustos, Tosi, Zunino                       |
| 22 marca 2004 | Unión Santa Fe - Defensores de Belgrano Buenos Aires 2:2 Guerra, Antuńa - Martín (2)             |

### Clausura 9
| Data          | Mecz |
| ------------- | --- |
| 25 marca 2004 | Gimnasia y Esgrima Concepcion del Uruguay - CA Huracán 1:3 González - Juárez, Vespa, Yaqué                                         |
| 27 marca 2004 | CAI Comodoro Rivadavia - San Martín Mendoza 2:0 Bustos, Villegas                                                                   |
| 27 marca 2004 | Almagro Buenos Aires - Unión Santa Fe 4:1 Carrera, Tonelotto (2), Figueroa - Pereyra                                               |
| 27 marca 2004 | Godoy Cruz Antonio Tomba - Gimnasia y Esgrima Jujuy 3:1 Torres (2, 1k), Miranda - Villalba                                         |
| 28 marca 2004 | Ferro Carril Oeste - Tiro Federal Rosario 0:1 Paz                                                                                  |
| 28 marca 2004 | Defensores de Belgrano Buenos Aires - Defensa y Justicia Buenos Aires 3:3 Martín, Fontana, Cochas - Arébalo, Saccone, Palavecino k |
| 28 marca 2004 | Instituto Córdoba - Los Andes Buenos Aires 1:1 Peralta - Puertas                                                                   |
| 28 marca 2004 | Juventud Antoniana Salta - Huracán Tres Arroyos 2:2 Gómez, Cerutti - Izquierdo (2)                                                 |
| 28 marca 2004 | San Martín San Juan - Argentinos Juniors Buenos Aires 2:4 Brignani, U. Pérez - Quinteros (2, 1k), Bonvin, D. Pérez                 |
| 29 marca 2004 | Club El Porvenir - Belgrano Córdoba 2:1 Zunino, Checchia - Cobelli                                                                 |

### Clausura 10
| Data            | Mecz |
| --------------- | --- |
| 1 kwietnia 2004 | Huracán Tres Arroyos - Ferro Carril Oeste 1:1 Juárez - Castano                                                               |
| 2 kwietnia 2004 | San Martín Mendoza - Juventud Antoniana Salta 1:1 Abaurre - Agotegaray                                                       |
| 3 kwietnia 2004 | Tiro Federal Rosario - Defensores de Belgrano Buenos Aires 2:0 Vacaría, Gareca                                               |
| 3 kwietnia 2004 | Argentinos Juniors Buenos Aires - Godoy Cruz Antonio Tomba 0:1 Duarte                                                        |
| 3 kwietnia 2004 | Huracán (Buenos Aires) - San Martín San Juan 1:1 Milano - Ábalos                                                             |
| 3 kwietnia 2004 | Almagro Buenos Aires - Gimnasia y Esgrima Concepcion del Uruguay 3:1 Tonelotto (2), Demus - González                         |
| 4 kwietnia 2004 | Los Andes Buenos Aires - Club El Porvenir 1:1 Gianfelice - Zalazar                                                           |
| 4 kwietnia 2004 | Gimnasia y Esgrima Jujuy - Instituto Córdoba 3:1 Gil, Roth, Castilla - Silva                                                 |
| 4 kwietnia 2004 | Belgrano Córdoba - CAI Comodoro Rivadavia 1:0 Torres                                                                         |
| 5 kwietnia 2004 | Unión Santa Fe - Defensa y Justicia Buenos Aires 4:5 Alves (2), Weisheim (2) - Nardi, Ciavarelli, Saccone, Zuleta, Sánchez k |

### Clausura 11
| Data             | Mecz                                                                                          |
| ---------------- | --------------------------------------------------------------------------------------------- |
| 8 kwietnia 2004  | Instituto Córdoba - Argentinos Juniors Buenos Aires 0:2 Arce, Bonvin                          |
| 10 kwietnia 2004 | CAI Comodoro Rivadavia - Los Andes Buenos Aires 3:1 Galarza, Bevacqua, Rodríguez - Gianfelice |
| 10 kwietnia 2004 | Club El Porvenir - Gimnasia y Esgrima Jujuy 2:0 Sardi k, Díaz                                 |
| 10 kwietnia 2004 | Defensa y Justicia Buenos Aires - Tiro Federal Rosario 0:1 Vacaría                            |
| 10 kwietnia 2004 | Defensores de Belgrano Buenos Aires - Huracán Tres Arroyos 1:1 Martín - Miralles              |
| 10 kwietnia 2004 | Ferro Carril Oeste - San Martín Mendoza 2:1 Décima k, Grecco - Giampietri                     |
| 11 kwietnia 2004 | Gimnasia y Esgrima Concepcion del Uruguay - Unión Santa Fe 2:0 Yacuzzi, Graieb                |
| 11 kwietnia 2004 | Juventud Antoniana Salta - Belgrano Córdoba 1:1 Velarde - Cravero                             |
| 11 kwietnia 2004 | San Martín San Juan - Almagro Buenos Aires 0:2 Baigorria, Tonelotto                           |
| 29 marca 2004    | Godoy Cruz Antonio Tomba - CA Huracán 3:2 Giarrizo, Miranda, Duarte - Yaqué (2)               |

### Clausura 12
| Data             | Mecz                                                                                          |
| ---------------- | --------------------------------------------------------------------------------------------- |
| 15 kwietnia 2004 | Huracán Tres Arroyos - Defensa y Justicia Buenos Aires 1:1 García - Villalba                  |
| 17 kwietnia 2004 | Los Andes Buenos Aires - Juventud Antoniana Salta 1:0 Pieters k                               |
| 17 kwietnia 2004 | Unión Santa Fe - Tiro Federal Rosario 3:0 Vacaría, Gareca                                     |
| 17 kwietnia 2004 | Argentinos Juniors Buenos Aires - Club El Porvenir 1:0 Bonvin                                 |
| 17 kwietnia 2004 | Huracán (Buenos Aires) - Instituto Córdoba 2:0 Argüello k, Hernández                          |
| 18 kwietnia 2004 | San Martín Mendoza - Defensores de Belgrano Buenos Aires 1:0 Abaurre                          |
| 18 kwietnia 2004 | Gimnasia y Esgrima Jujuy - CAI Comodoro Rivadavia 3:0 Gil, Balvorín (2)                       |
| 18 kwietnia 2004 | Belgrano Córdoba - Ferro Carril Oeste 0:1 Ramírez                                             |
| 18 kwietnia 2004 | Gimnasia y Esgrima Concepcion del Uruguay - San Martín San Juan 1:2 Yacuzzi - Brignani, Pérez |
| 19 kwietnia 2004 | Almagro Buenos Aires - Godoy Cruz Antonio Tomba 2:0 Tonelotto (2, 1k)                         |

### Clausura 13
| Data             | Mecz                                                                                              |
| ---------------- | ------------------------------------------------------------------------------------------------- |
| 22 kwietnia 2004 | Club El Porvenir - CA Huracán 2:1 Sardi k, Argüello s - Argüello k                                |
| 23 kwietnia 2004 | San Martín San Juan - Unión Santa Fe 2:2 Pérez (2) - Pereyra, García                              |
| 24 kwietnia 2004 | CAI Comodoro Rivadavia - Argentinos Juniors Buenos Aires 0:2 Arce, Quinteros                      |
| 24 kwietnia 2004 | Defensa y Justicia Buenos Aires - San Martín Mendoza 1:0 Sánchez                                  |
| 24 kwietnia 2004 | Tiro Federal Rosario - Huracán Tres Arroyos 0:1 Natalicchio                                       |
| 24 kwietnia 2004 | Ferro Carril Oeste - Los Andes Buenos Aires 0:0                                                   |
| 24 kwietnia 2004 | Godoy Cruz Antonio Tomba - Gimnasia y Esgrima Concepcion del Uruguay 2:1 Azoge s, Miranda - Azoge |
| 25 kwietnia 2004 | Juventud Antoniana Salta - Gimnasia y Esgrima Jujuy 2:2 Velázquez (2) - Frangipane (2)            |
| 25 kwietnia 2004 | Instituto Córdoba - Almagro Buenos Aires 3:1 Riggio (2), Raymonda - Demus                         |
| 26 kwietnia 2004 | Defensores de Belgrano Buenos Aires - Belgrano Córdoba 1:0 Bocchio                                |

### Clausura 14
| Data             | Mecz                                                                                             |
| ---------------- | ------------------------------------------------------------------------------------------------ |
| 30 kwietnia 2004 | CA Huracán - CAI Comodoro Rivadavia 1:3 Milano - Severini, Cabrera (2)                           |
| 30 kwietnia 2004 | Unión Santa Fe - Huracán Tres Arroyos 1:2 Zapata - García, Izquierdo                             |
| 30 kwietnia 2004 | Argentinos Juniors Buenos Aires - Juventud Antoniana Salta 1:1 L. Biglia - Lovera                |
| 30 kwietnia 2004 | Almagro Buenos Aires - Club El Porvenir 1:1 Tonelotto - Mellado                                  |
| 30 kwietnia 2004 | Belgrano Córdoba - Defensa y Justicia Buenos Aires 3:1 Brusco k, Cravero, Artime - Zuleta        |
| 30 kwietnia 2004 | Gimnasia y Esgrima Concepcion del Uruguay - Instituto Córdoba 2:1 González (2) - Leva            |
| 2 maja 2004      | San Martín San Juan - Godoy Cruz Antonio Tomba 1:0 Casado                                        |
| 2 maja 2004      | Gimnasia y Esgrima Jujuy - Ferro Carril Oeste 4:0 Frangipane k, Balvorín, Villalba, Gil          |
| 2 maja 2004      | San Martín Mendoza - Tiro Federal Rosario 2:4 Giampietri, Negri - González, Gareca (2), Chitzoff |
| 3 maja 2004      | Los Andes Buenos Aires - Defensores de Belgrano Buenos Aires 2:0 Bressán, Gianfelice             |

### Clausura 15
| Data        | Mecz                                                                                                  |
| ----------- | --- |
| 6 maja 2004 | Club El Porvenir - Gimnasia y Esgrima Concepcion del Uruguay 3:1 Martens, Zalazar, Gottardi - Jeandet |
| 8 maja 2004 | Godoy Cruz Antonio Tomba - Unión Santa Fe 1:1 Torres - Pereyra                                        |
| 8 maja 2004 | Instituto Córdoba - San Martín San Juan 1:3 Raymonda - Pérez (2, 2k), Casado                          |
| 8 maja 2004 | CAI Comodoro Rivadavia - Almagro Buenos Aires 1:4 Bevacqua - Sparapani, Carrera (2), Filosa           |
| 8 maja 2004 | Juventud Antoniana Salta - CA Huracán 2:4 Biagioni, Marín - Milano, Juárez, Padra (2)                 |
| 8 maja 2004 | Defensa y Justicia Buenos Aires - Los Andes Buenos Aires 4:1 Saccone (2), Nardi, Zuleta - Gianfelice  |
| 8 maja 2004 | Huracán Tres Arroyos - San Martín Mendoza 1:1 Miralles - Giampietri                                   |
| 8 maja 2004 | Defensores de Belgrano Buenos Aires - Gimnasia y Esgrima Jujuy 3:0 Oyola, Valderrama, Martín          |
| 8 maja 2004 | Ferro Carril Oeste - Argentinos Juniors Buenos Aires 3:0 Lagorio, Ramírez (2)                         |
| 3 maja 2004 | Tiro Federal Rosario - Belgrano Córdoba 1:0 Gareca                                                    |

### Clausura 16
| Data         | Mecz                                                                                      |
| ------------ | ----------------------------------------------------------------------------------------- |
| 13 maja 2004 | Godoy Cruz Antonio Tomba - Instituto Córdoba 1:0 Miranda                                  |
| 15 maja 2004 | Gimnasia y Esgrima Jujuy - Defensa y Justicia Buenos Aires 2:0 Gil, Frangipane            |
| 15 maja 2004 | Los Andes Buenos Aires - Tiro Federal Rosario 3:1 Gianfelice (2), Pieters k - Pierani     |
| 15 maja 2004 | Unión Santa Fe - San Martín Mendoza 3:1 Mosset, Peirotti, Pereyra k - Giampietri k        |
| 15 maja 2004 | Almagro Buenos Aires - Juventud Antoniana Salta 2:0 Sparapani, Carrera                    |
| 15 maja 2004 | San Martín San Juan - Club El Porvenir 2:0 Pacheco, Ábalos                                |
| 15 maja 2004 | Gimnasia y Esgrima Concepcion del Uruguay - CAI Comodoro Rivadavia 1:1 González - Cabrera |
| 15 maja 2004 | CA Huracán - Ferro Carril Oeste 1:0 Argüello k                                            |
| 15 maja 2004 | Argentinos Juniors Buenos Aires - Defensores de Belgrano Buenos Aires 1:0 Quinteros       |
| 16 maja 2004 | Belgrano Córdoba - Huracán Tres Arroyos 0:0                                               |

### Clausura 17
| Data         | Mecz |
| ------------ | --- |
| 20 maja 2004 | Club El Porvenir - Godoy Cruz Antonio Tomba 0:1 Giménez                                                  |
| 22 maja 2004 | Instituto Córdoba - Unión Santa Fe 3:1 Silva (3) - Real                                                  |
| 22 maja 2004 | Juventud Antoniana Salta - Gimnasia y Esgrima Concepcion del Uruguay 2:2 Medina (2) - Saboredo, Verón    |
| 22 maja 2004 | CAI Comodoro Rivadavia - San Martín San Juan 0:1 Peńa                                                    |
| 22 maja 2004 | Huracán Tres Arroyos - Los Andes Buenos Aires 1:0 García                                                 |
| 22 maja 2004 | Tiro Federal Rosario - Gimnasia y Esgrima Jujuy 3:4 Chitzoff (2, 1k), Gareca - Villalba (2), Gil, Matana |
| 22 maja 2004 | Defensores de Belgrano Buenos Aires - CA Huracán 1:1 Vilarińo - Hernández                                |
| 22 maja 2004 | Defensa y Justicia Buenos Aires - Argentinos Juniors Buenos Aires 2:1 Benítez k, Dorrego - Barroso       |
| 22 maja 2004 | Ferro Carril Oeste - Almagro Buenos Aires 2:1 Caffa, Lagorio - Castano                                   |
| 24 maja 2004 | San Martín Mendoza - Belgrano Córdoba 0:1 Cravero                                                        |

### Clausura 18
| Data         | Mecz                                                                                                |
| ------------ | --------------------------------------------------------------------------------------------------- |
| 27 maja 2004 | CA Huracán - Defensa y Justicia Buenos Aires 2:2 Hernández, Milano - Sánchez, Zuleta                |
| 30 maja 2004 | Almagro Buenos Aires - Defensores de Belgrano Buenos Aires 3:1 Castano, Tonelotto, Carrera - Molina |
| 30 maja 2004 | Los Andes Buenos Aires - San Martín Mendoza 2:1 Caballero, Carca - Alaniz                           |
| 30 maja 2004 | Unión Santa Fe - Belgrano Córdoba 0:0                                                               |
| 30 maja 2004 | San Martín San Juan - Juventud Antoniana Salta 0:2 Agotegaray, Gómez                                |
| 30 maja 2004 | Instituto Córdoba - Club El Porvenir 1:1 Riggio - Zalazar                                           |
| 30 maja 2004 | Godoy Cruz Antonio Tomba - CAI Comodoro Rivadavia 3:1 Vezzani, Miranda, Giménez - Villegas          |
| 30 maja 2004 | Gimnasia y Esgrima Concepcion del Uruguay - Ferro Carril Oeste 2:1 Fiorotto (2) - Doelvers          |
| 30 maja 2004 | Argentinos Juniors Buenos Aires - Tiro Federal Rosario 2:2 Oberman, L. Biglia - Gareca, Romano      |
| 31 maja 2004 | Gimnasia y Esgrima Jujuy - Huracán Tres Arroyos 1:2 Frangipane - Galván, González                   |

### Clausura 19
| Data           | Mecz |
| -------------- | --- |
| 5 czerwca 2004 | Huracán Tres Arroyos - Argentinos Juniors Buenos Aires 3:0 García (2), Izquierdo                                   |
| 5 czerwca 2004 | Defensores de Belgrano Buenos Aires - Gimnasia y Esgrima Concepcion del Uruguay 2:1 Valderrama, Martín - Rodríguez |
| 5 czerwca 2004 | San Martín Mendoza - Gimnasia y Esgrima Jujuy 2:0 Pizarro, Arce                                                    |
| 5 czerwca 2004 | Belgrano Córdoba - Los Andes Buenos Aires 4:0 Ríos, Artime, Meta, Arriola                                          |
| 5 czerwca 2004 | Juventud Antoniana Salta - Godoy Cruz Antonio Tomba 0:0                                                            |
| 5 czerwca 2004 | Club El Porvenir - Unión Santa Fe 0:1 Torres                                                                       |
| 5 czerwca 2004 | CAI Comodoro Rivadavia - Instituto Córdoba 0:1 Bustamante                                                          |
| 5 czerwca 2004 | Tiro Federal Rosario - CA Huracán 0:1 Hernández                                                                    |
| 5 czerwca 2004 | Defensa y Justicia Buenos Aires - Almagro Buenos Aires 1:2 Sánchez - Demus (2)                                     |
| 7 czerwca 2004 | Ferro Carril Oeste - San Martín San Juan 3:0 ;Lagorio (2), Verón                                                   |

### Tabela końcowa turnieju Clausura 2003/04
| Poz | Klub                                      | Mecze | Zw | Rem | Por | Pkt | BrZd | BrStr |
| --- | ----------------------------------------- | ----- | -- | --- | --- | --- | ---- | ----- |
| 1   | Almagro Buenos Aires                      | 19    | 11 | 4   | 4   | 37  | 36   | 19    |
| 2   | Argentinos Juniors Buenos Aires           | 19    | 11 | 3   | 5   | 36  | 28   | 18    |
| 3   | Huracán Tres Arroyos                      | 19    | 8  | 10  | 1   | 34  | 26   | 15    |
| 4   | Godoy Cruz Antonio Tomba                  | 19    | 9  | 6   | 4   | 33  | 26   | 21    |
| 5   | Club El Porvenir                          | 19    | 9  | 4   | 6   | 31  | 26   | 16    |
| 6   | Ferro Carril Oeste                        | 19    | 9  | 3   | 7   | 30  | 20   | 19    |
| 7   | San Martín San Juan                       | 19    | 8  | 5   | 6   | 29  | 22   | 23    |
| 8   | Belgrano Córdoba                          | 19    | 7  | 7   | 5   | 28  | 22   | 15    |
| 9   | CA Huracán                                | 19    | 7  | 7   | 5   | 28  | 31   | 28    |
| 10  | Tiro Federal Rosario                      | 19    | 8  | 3   | 8   | 27  | 27   | 26    |
| 11  | Unión Santa Fe                            | 19    | 7  | 5   | 7   | 26  | 28   | 29    |
| 12  | Los Andes Buenos Aires                    | 19    | 6  | 7   | 6   | 25  | 23   | 29    |
| 13  | Instituto Córdoba                         | 19    | 7  | 3   | 9   | 24  | 22   | 24    |
| 14  | Gimnasia y Esgrima Jujuy                  | 19    | 6  | 4   | 9   | 22  | 26   | 32    |
| 15  | Defensa y Justicia Buenos Aires           | 19    | 5  | 6   | 8   | 21  | 27   | 34    |
| 16  | CAI Comodoro Rivadavia                    | 19    | 6  | 2   | 11  | 20  | 22   | 24    |
| 17  | Defensores de Belgrano Buenos Aires       | 19    | 5  | 5   | 9   | 20  | 21   | 26    |
| 18  | Gimnasia y Esgrima Concepcion del Uruguay | 19    | 5  | 4   | 10  | 19  | 25   | 32    |
| 19  | Juventud Antoniana Salta                  | 19    | 3  | 8   | 8   | 17  | 17   | 32    |
| 20  | San Martín Mendoza                        | 19    | 3  | 4   | 12  | 13  | 16   | 30    |

### Klasyfikacja strzelców bramek
| Gole | Piłkarz                  | Klub                            |
| ---- | ------------------------ | ------------------------------- |
| 12   | Luis Francisco Tonelotto | Almagro Buenos Aires            |
| 10   | Facundo Guillermo Gareca | Tiro Federal Rosario            |
| 8    | Pablo Facundo Bonvín     | Argentinos Juniors Buenos Aires |
| 8    | Claudio Marcelo García   | Huracán Tres Arroyos            |
| 8    | Carlos Federico Lagorio  | Ferro Carril Oeste              |
| 8    | César Emanuel Pereyra    | Unión Santa Fe                  |
| 8    | Pérez                    | San Martín San Juan             |

## Mistrz drugiej ligi
O mistrzostwo drugiej ligi argentyńskiej zmierzyli się zwycięzca turnieju Apertura (Instituto Córdoba) ze zwycięzcą turnieju Clausura (Almagro Buenos Aires).
| Data            | Mecz |
| --------------- | --- |
| 12 czerwca 2004 | Almagro Buenos Aires - Instituto Córdoba 1:0 Tonelotto                                                          |
| 19 czerwca 2004 | Instituto Córdoba - Almagro Buenos Aires 2:0 Raymonda, Riggio o mistrzostwie II ligi zadecydował tzw. złoty gol |

### Wicemistrz II ligi
| Data            | Mecz                                                                              |
| --------------- | --------------------------------------------------------------------------------- |
| 23 czerwca 2004 | Almagro Buenos Aires - Huracán Tres Arroyos 2:0 Tonelotto, Sparapani              |
| 26 czerwca 2004 | Huracán Tres Arroyos - Almagro Buenos Aires 2:0 (dog), karne 3:4 González, García |

Wicemistrzem II ligi argentyńskiej został klub Almagro Buenos Aires, który dzięki temu uzyskał bezpośredni awans do pierwszej ligi. Klub Huracán Tres Arroyos zakwalifikował się do baraży o awans do I ligi.

## Tabela sumaryczna II ligi argentyńskiej 2003/04
| Poz | Klub                                      | Mecze | Zw | Rem | Por | Pkt | BrZd | BrStr |
| --- | ----------------------------------------- | ----- | -- | --- | --- | --- | ---- | ----- |
| 1   | Huracán Tres Arroyos                      | 38    | 15 | 17  | 6   | 62  | 55   | 39    |
| 2   | Instituto Córdoba                         | 38    | 17 | 9   | 12  | 60  | 56   | 46    |
| 3   | Argentinos Juniors Buenos Aires           | 38    | 15 | 14  | 9   | 59  | 56   | 41    |
| 4   | Almagro Buenos Aires                      | 38    | 16 | 10  | 12  | 58  | 58   | 43    |
| 5   | Godoy Cruz Antonio Tomba                  | 38    | 15 | 13  | 10  | 58  | 43   | 42    |
| 6   | Belgrano Córdoba                          | 38    | 15 | 12  | 11  | 57  | 46   | 34    |
| 7   | Ferro Carril Oeste                        | 38    | 15 | 9   | 14  | 54  | 46   | 37    |
| 8   | CA Huracán                                | 38    | 13 | 15  | 10  | 54  | 49   | 48    |
| 9   | Club El Porvenir                          | 38    | 14 | 10  | 14  | 52  | 45   | 42    |
| 10  | Tiro Federal Rosario                      | 38    | 12 | 14  | 12  | 50  | 53   | 54    |
| 11  | San Martín San Juan                       | 38    | 13 | 11  | 14  | 50  | 40   | 50    |
| 12  | Gimnasia y Esgrima Jujuy                  | 38    | 13 | 10  | 15  | 49  | 50   | 56    |
| 13  | Defensa y Justicia Buenos Aires           | 38    | 13 | 9   | 16  | 48  | 49   | 56    |
| 14  | CAI Comodoro Rivadavia                    | 38    | 13 | 8   | 17  | 47  | 54   | 54    |
| 15  | Unión Santa Fe                            | 38    | 11 | 14  | 13  | 47  | 47   | 51    |
| 16  | Defensores de Belgrano Buenos Aires       | 38    | 11 | 13  | 14  | 46  | 48   | 45    |
| 17  | Los Andes Buenos Aires                    | 38    | 10 | 16  | 12  | 46  | 39   | 46    |
| 18  | San Martín Mendoza                        | 38    | 10 | 12  | 16  | 42  | 36   | 46    |
| 19  | Juventud Antoniana Salta                  | 38    | 10 | 12  | 16  | 42  | 42   | 59    |
| 20  | Gimnasia y Esgrima Concepcion del Uruguay | 38    | 8  | 14  | 16  | 38  | 39   | 59    |

Bezpośrednio do I ligi awansował mistrz II ligi Instituto Córdoba i wicemistrz II ligi Almagro Buenos Aires. Na ich miejsce z I ligi spadły: ostatni w tabeli spadkowej Nueva Chicago Buenos Aires i przedostatni w tabeli spadkowej Chacarita Juniors.

## Torneo Reducido
| Data            | Mecz                                                                                |
| --------------- | ----------------------------------------------------------------------------------- |
| 14 czerwca 2004 | Godoy Cruz Antonio Tomba - Argentinos Juniors Buenos Aires 1:0 Torres               |
| 21 czerwca 2004 | Argentinos Juniors Buenos Aires - Godoy Cruz Antonio Tomba 2:0 Quinteros, L. Biglia |

Zwycięzca Torneo Reducido, klub Argentinos Juniors Buenos Aires, jako drugi obok klubu Huracán Tres Arroyos uzyskał prawo gry w barażu o awans do pierwszej ligi z zespołem pierwszoligowym (czwartym od końca klubem w pierwszoligowej tabeli spadkowej).

## Mecze barażowe o awans do I ligi
| Data            | Mecz                                                                                     |
| --------------- | ---------------------------------------------------------------------------------------- |
| 30 czerwca 2004 | Huracán Tres Arroyos - Atlético Rafaela 2:1 García, Miralles - Césaro                    |
| 1 lipca 2004    | Argentinos Juniors Buenos Aires - Talleres Córdoba 2:1 Quinteros (2) - Osorio            |
| 4 lipca 2004    | Atlético Rafaela - Huracán Tres Arroyos 2:3 Gandín, Villa - Galván, Izquierdo (2)        |
| 4 lipca 2004    | Talleres Córdoba - Argentinos Juniors Buenos Aires 1:2 De Bruno k - Oberman, Quinteros k |

Oba kluby drugoligowe, Huracán Tres Arroyos i Argentinos Juniors Buenos Aires, wygrały swoje baraże i wywalczyły awans do pierwszej ligi. Na ich miejsce spadły z pierwszej ligi Atlético Rafaela i Talleres Córdoba.

## Tabela spadkowa
O tym, które kluby drugoligowe spadną do III ligi decydował dorobek punktowy w przeliczeniu na jeden rozegrany mecz uzyskany przez kluby w ostatnich trzech sezonach.

### Metropolitana
| Poz | Klub                                | 2001/02 pkt/m | 2002/03 pkt/m | 2003/04 pkt/m | Razem pkt/mecze | Średnia |
| --- | ----------------------------------- | ------------- | ------------- | ------------- | --------------- | ------- |
| 1   | Argentinos Juniors Buenos Aires     | 0/0           | 74/38         | 59/38         | 133/76          | 1.750   |
| 2   | Ferro Carril Oeste                  | 0/0           | 0/0           | 54/38         | 54/38           | 1.421   |
| 3   | CA Huracán                          | 0/0           | 0/0           | 54/38         | 54/38           | 1.421   |
| 4   | Almagro Buenos Aires                | 43/38         | 59/38         | 58/38         | 160/114         | 1.403   |
| 5   | Defensa y Justicia Buenos Aires     | 57/38         | 55/38         | 48/38         | 160/114         | 1.403   |
| 6   | Club El Porvenir                    | 59/38         | 42/38         | 52/38         | 153/114         | 1.342   |
| 7   | Defensores de Belgrano Buenos Aires | 56/38         | 49/38         | 46/38         | 151/114         | 1.324   |
| 8   | Unión Santa Fe                      | 0/0           | 0/0           | 47/38         | 47/38           | 1.236   |
| 9   | Los Andes Buenos Aires              | 49/38         | 45/38         | 46/38         | 140/114         | 1.228   |

### Interior
| Poz | Klub                                      | 2001/02 pkt/m | 2002/03 pkt/m | 2003/04 pkt/m | Razem pkt/mecze | Średnia |
| --- | ----------------------------------------- | ------------- | ------------- | ------------- | --------------- | ------- |
| 1   | Huracán Tres Arroyos                      | 63/38         | 55/38         | 62/38         | 180/114         | 1.578   |
| 2   | Instituto Córdoba                         | 59/38         | 60/38         | 60/38         | 179/114         | 1.570   |
| 3   | Godoy Cruz Antonio Tomba                  | 47/38         | 58/38         | 58/38         | 163/114         | 1.429   |
| 4   | Belgrano Córdoba                          | 0/0           | 52/38         | 57/38         | 109/78          | 1.397   |
| 5   | Gimnasia y Esgrima Jujuy                  | 58/38         | 48/38         | 49/38         | 155/114         | 1.359   |
| 6   | San Martín Mendoza                        | 50/38         | 62/38         | 42/38         | 154/114         | 1.350   |
| 7   | Tiro Federal Rosario                      | 0/0           | 0/0           | 50/38         | 50/38           | 1.315   |
| 8   | Juventud Antoniana Salta                  | 51/38         | 53/38         | 42/38         | 146/114         | 1.280   |
| 9   | San Martín San Juan                       | 57/38         | 36/38         | 50/38         | 143/114         | 1.254   |
| 10  | CAI Comodoro Rivadavia                    | 0/0           | 45/38         | 47/38         | 92/76           | 1.210   |
| 11  | Gimnasia y Esgrima Concepcion del Uruguay | 64/38         | 33/38         | 38/38         | 135/114         | 1.184   |

Do trzeciej ligi spadły bezpośrednio dwa kluby - najgorszy w tabeli spadkowej klub prowincjonalny (Gimnasia y Esgrima Concepcion del Uruguay) oraz najgorszy w tabeli spadkowej klub stołeczny (Los Andes Buenos Aires).
Na ich miejsce awansowały: mistrz III ligi stołecznej (Primera C Metropolitana) klub Sarmiento Junín oraz mistrz III ligi prowincjonalnej (Torneo Argentino A) klub Racing Córdoba.

## Baraże o utrzymanie się w II lidze

### Metropolitana
Przedostatni z klubów stołecznych w tabeli spadkowej, klub Unión Santa Fe, zmierzył się ze zwycięzcą turnieju Reducido III ligi stołecznej (Primera C Metropolitana), klubem Tristán Suárez Buenos Aires.
| Data          | Mecz                                             |
| ------------- | ------------------------------------------------ |
| 5 lipca 2004  | Tristán Suárez Buenos Aires - Unión Santa Fe 0:0 |
| 10 lipca 2004 | Unión Santa Fe - Tristán Suárez Buenos Aires 3:0 |

Klub Unión Santa Fe pozostał w drugiej lidze, a klub Tristán Suárez Buenos Aires w trzeciej lidze.

### Interior
Przedostatni, spośród klubów prowincjonalnych, w tabeli spadkowej, klub CAI Comodoro Rivadavia, zmierzył się z wicemistrzem III ligi prowincjonalnej (Torneo Argentino A), klubem Atlético Tucumán.
| Data            | Mecz                                                    |
| --------------- | ------------------------------------------------------- |
| 13 czerwca 2004 | Atlético Tucumán - CAI Comodoro Rivadavia 0:1 Cáceres   |
| 20 czerwca 2004 | CAI Comodoro Rivadavia - Atlético Tucumán 0:1 Martorell |

Ponieważ klub niższej klasy, by awansować, musiał wykazać wyższość, wobec remisowego bilansu dwumeczu klub Atlético Tucumán pozostał w III lidze, a klub CAI Comodoro Rivadavia utrzymał się w II lidze.